# 月刊ファンフォーレ
月刊ファンフォーレ（げっかんファンフォーレ）は、かつてワークフィールドから発行されていた、ヴァンフォーレ甲府の公認雑誌である。2018年の6月号の発行を以って休刊となった。

## 概要
2009年3月25日に創刊された。主に、試合レポートの詳細なレポートや、選手やスタッフの密着情報のほか、山梨県内の他のスポーツ情報も取り上げており、クラブとサポーターを繋ぐ架け橋的媒体であった。マッチレポートだけでなく、選手の意外な一面やプライベートなど、記事は細部に渡っていた。
近年は、発行頻度を不定期刊行や再度月刊に戻すなどの試みや、定価の変更など様々なテコ入れを行ったが、購買部数は年々減少の一途を辿り、2018年の6月号の発行を最後に休刊された。